# Lasionycta moeschleri
Lasionycta moeschleri är en fjärilsart som beskrevs av Otto Staudinger 1901. Lasionycta moeschleri ingår i släktet Lasionycta och familjen nattflyn. Inga underarter finns listade i Catalogue of Life.